# مالكوم مكينتوش (عالم)
مالكوم مكينتوش (بالإنجليزية: Malcolm McIntosh)‏ هو موظف مدني وعالم أسترالي، ولد في 14 ديسمبر 1945 في ملبورن في أستراليا، وتوفي بنفس المكان في 7 فبراير 2000.